# Ericus Benedicti Schroderus
Ericus Benedicti Schroderus, född sannolikt på 1570-talet i Nyköping, död där 1647, var en svensk skriftställare och boktryckare. Han var bror till Johan Skytte och Lars Bengtsson Skytte samt son till Bengt Nilsson Skräddare som var borgmästare i Nyköping.
Efter studier i Tyskland blev Schroderus 1604 skolrektor i Nyköping, förordnades 1612 att vara korrektor på kungens och kronans tryck i Stockholm samt att översätta vid behov. Han var slottssekreterare, då han 1619 tillika blev husgerådsskrivare i Stockholms slott. År 1622 utnämndes han till translator regius (kunglig översättare), en befattning som han behöll resten av livet. År 1630 fick han privilegium på eget tryckeri och mot eftertryck samt förordnades samtidigt att vara inspektor (censor) över allt Stockholmstryck. Schroderus författade själv åtskilliga skrifter i allehanda ämnen, men är märkligast som översättare av en mängd utländska arbeten, genom vilkas offentliggörande han utövade betydande inflytande på den samtida bildningen i Sverige. Bland dessa märks bland annat Johannes Magnus svenska historia (1620), Titi Livii historia (1626), Lucas Osianders kyrkohistoria (1635), Johann Arndts Paradis lustgård (1646, två upplagor) och Chronicon Carionis (1649).